# Бонемасьон, Франческа
Франсеска Бонемасьон и Фариольс (12 апреля 1872, Барселона — 1949) — испанский каталонский педагог и пропагандист женского образования в Каталонии. Она создала Biblioteca Popular de la Dona (букв. «Популярная библиотека для женщин»), первую библиотеку исключительно для женщин в Европе, которая действовала в Барселоне с 1909 года.

## Молодость
Бонемасьон родилась 12 апреля 1872 года в Барселоне, в семье, где отец был французского происхождения, мать — каталонского. Её отец был богатым бизнесменом. Ей дали сильное религиозное воспитание и знания по различным языкам, живописи и музыки в её ранней жизни.
В 1893 году, в возрасте 21 года, она вышла замуж за Нарсиса Вердагера, юриста и политика. Она сотрудничала с ним в его юридической фирме.

## Женское образование
Бонемасьон разработала проект популярной библиотеки для женщин и институт культуры в 1909 году, чтобы обеспечить женщин возможностью получить образование.
Похоронена на Монжуикском кладбище (кат. Cementiri de Montjuïc) в Барселоне.